# Australian Men's Clay Court Challenger 2004
L'Australian Men's Clay Court Challenger 2004 è stato un torneo di tennis facente parte della categoria ATP Challenger Series nell'ambito dell'ATP Challenger Series 2004. Il torneo si è giocato a Canberra in Australia dal 29 marzo al 4 aprile 2004 su campi in terra rossa.

## Vincitori

### Singolare
Peter Luczak ha battuto in finale  Juan Pablo Brzezicki con il punteggio di 6–2, 6–1

### Doppio
Łukasz Kubot /  Zbynek Mlynarik hanno battuto in finale  Stephen Huss /  Peter Luczak con il punteggio di 7–6(3), 6–2